# Fresnedillas de la Oliva
Fresnedillas de la Oliva és un municipi de la Comunitat de Madrid. Limita al nord i oest, amb Robledo de Chavela, a l'est, amb Navalagamella, i al sud, amb Colmenar del Arroyo.

## Demografia
| 1991 | 1996 | 2001 | 2004 | 2008 |
| ---- | ---- | ---- | ---- | ---- |
| 453  | 635  | 855  | 1097 | 1472 |